# كوريفة غابية
كوريفة غابية (الاسم العلمي:Corypha utan) هو نوع نباتي يتبع جنس الكوريفة من الفصيلة الفوفلية